# Pin-Ups
Pin-Ups (1980-1983) var et dansk new wave band. Bandet debuterede i Saltlageret i september 1980, hvor de spillede opvarmning for Warm Guns. Pin-Ups spillede bl.a. til generationsmanifestationen NÅ!!80 i Huset i Magstræde og et udvalg af koncerter i Rockmaskinen, bl.a. sammen med No Knox og Before. Bandets sidste optræden var den 26. oktober 1983 til en koncert i Radiohuset, der blev optaget og sendt i DR P3 i november 1983.
Medlemmerne i Pin-Ups var Katrine Ring (Vokal),
Michael Hillerup (bas, også i Brats, In A Sense, Janes Rejoice, The Fence, Birmingham 6, Neotek m.fl.)
Kim Løhde Petersen (Guitar, vokal, også i Bravo Dalton, Birmingham 6, Los Tres Amigos og DKRockstarGorgeous),
Carsten Petersen (guitar, vokal),
Niels Nahmensen (trommer).
Senere medlemmer inkluderer bl.a. Mikael Højris (bas) og Søren Santini Skov (trommer).

## Raven
Pin-Ups var en videreudvikling af bandet Raven (1979-80),
et melodiøst punkband inspireret af bl.a. The Jam, The Vapors m.fl.
Bandet spillede hyppigt på det tidlige danske punk-spillested Rockmaskinen.
I ca. 1980 kom sangerinde Katrine Ring med i bandet, som skiftede navn til The Pin-Ups og lagde stilen om til new wave.

## Udgivelser
- Take One – 12" LP 1982 (Harlekin / HMLP-4303)